# Colomieu
Colomieu est une commune française, située dans le département de l'Ain en région Auvergne-Rhône-Alpes.
Ses habitants sont appelés les Colomiards.

## Géographie

### Description
Commune située à 8 km au sud-ouest de Belley.
Le village est traversé par un chemin de randonnée qui le relie au sentier de grande randonnée de pays (GRP) de Lhuis et d'Izieu.

### Communes limitrophes
Les communes limitrophes sont  Ambléon, Arboys en Bugey, Conzieu et Saint-Germain-les-Paroisses.

### Hydrographie
La commune accueille le lac d'Arboréiaz et est drainée par le ruisseau l'Agnin, un sous-affluent  en rive droite du fleuve le  Rhône par le Gland.

Le lac d'Arboréiaz
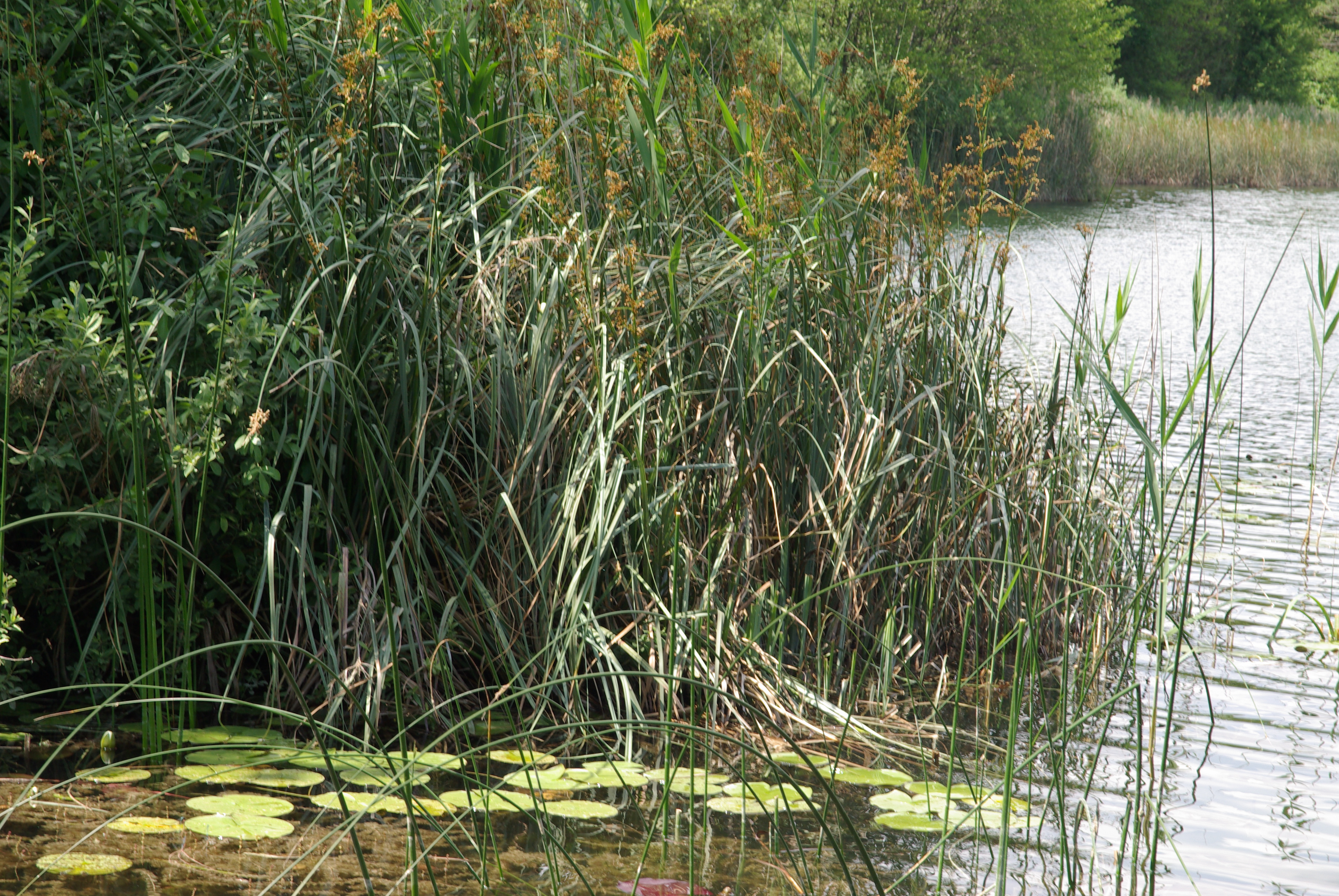
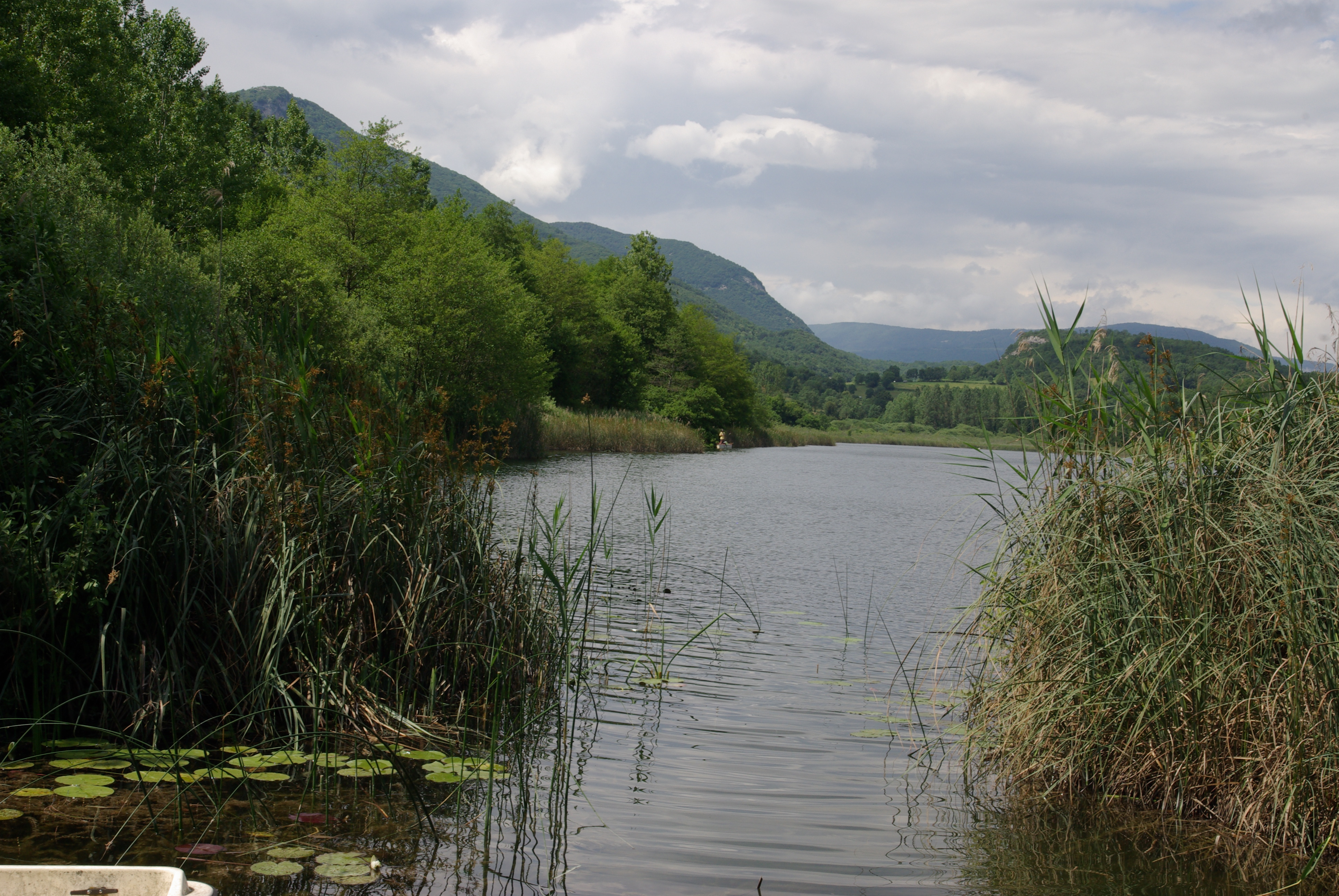

### Climat
Pour des articles plus généraux, voir Climat d'Auvergne-Rhône-Alpes et Climat de l'Ain.
En 2010, le climat de la commune est de type climat des marges montargnardes, selon une étude du CNRS s'appuyant sur une série de données couvrant la période 1971-2000. En 2020, Météo-France publie une typologie des climats de la France métropolitaine dans laquelle la commune est exposée à un climat de montagne ou de marges de montagne et est dans la région climatique Alpes du nord, caractérisée par une pluviométrie annuelle de 1 200 à 1 500 mm, irrégulièrement répartie en été.
Pour la période 1971-2000, la température annuelle moyenne est de 11 °C, avec une amplitude thermique annuelle de 17,9 °C. Le cumul annuel moyen de précipitations est de 1 197 mm, avec 10,2 jours de précipitations en janvier et 7,7 jours en juillet. Pour la période 1991-2020, la température moyenne annuelle observée sur la station météorologique de Météo-France la plus proche, « Belley Man », sur la commune de Belley à 6 km à vol d'oiseau, est de 12,1 °C et le cumul annuel moyen de précipitations est de 1 099,8 mm,. Pour l'avenir, les paramètres climatiques de la commune estimés pour 2050 selon différents scénarios d'émission de gaz à effet de serre sont consultables sur un site dédié publié par Météo-France en novembre 2022.

## Urbanisme

### Typologie
Au 1er janvier 2024, Colomieu est catégorisée commune rurale à habitat dispersé, selon la nouvelle grille communale de densité à 7 niveaux définie par l'Insee en 2022.
Elle est située hors unité urbaine. Par ailleurs la commune fait partie de l'aire d'attraction de Belley, dont elle est une commune de la couronne,. Cette aire, qui regroupe 31 communes, est catégorisée dans les aires de moins de 50 000 habitants,.

### Occupation des sols
L'occupation des sols de la commune, telle qu'elle ressort de la base de données européenne d’occupation biophysique des sols Corine Land Cover (CLC), est marquée par l'importance des forêts et milieux semi-naturels (63,4 % en 2018), une proportion identique à celle de 1990 (63,4 %). La répartition détaillée en 2018 est la suivante : 
forêts (63,4 %), zones agricoles hétérogènes (29,4 %), terres arables (4,1 %), prairies (3,1 %).
L'évolution de l’occupation des sols de la commune et de ses infrastructures peut être observée sur les différentes représentations cartographiques du territoire : la carte de Cassini (XVIIIe siècle), la carte d'état-major (1820-1866) et les cartes ou photos aériennes de l'IGN pour la période actuelle (1950 à aujourd'hui).

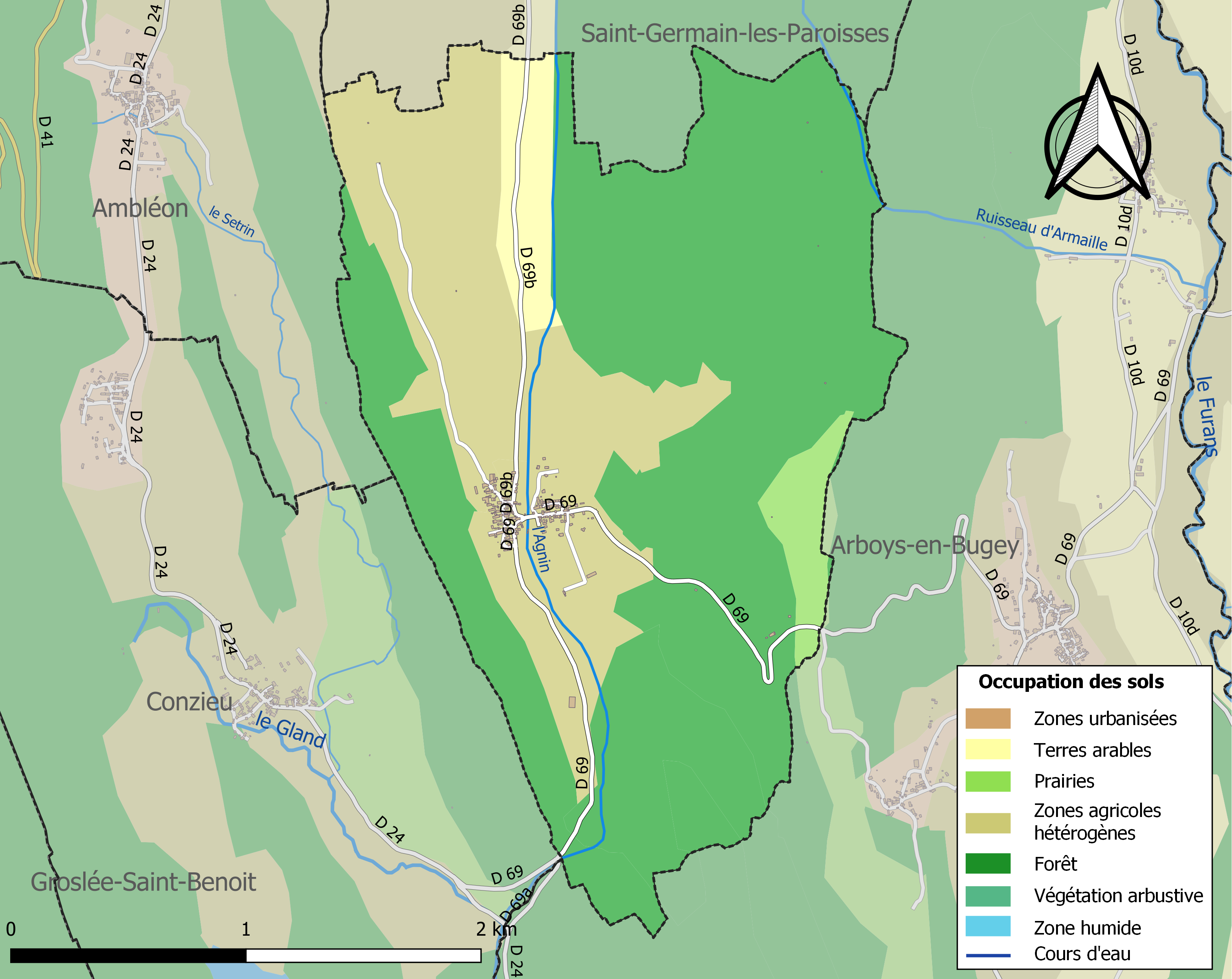
Carte des infrastructures et de l'occupation des sols de la commune en 2018 (CLC).

### Habitat et logement
En 2018, le nombre total de logements dans la commune était de 87, alors qu'il était de 84 en 2013 et de 82 en 2008.
Parmi ces logements, 77,6 % étaient des résidences principales, 18,6 % des résidences secondaires et 3,7 % des logements vacants. Ces logements étaient pour 91 % d'entre eux des maisons individuelles et pour 9 % des appartements.
Le tableau ci-dessous présente la typologie des logements à Colomieu en 2018 en comparaison avec celle de l'Ain et de la France entière. Une caractéristique marquante du parc de logements est ainsi une proportion de résidences secondaires et logements occasionnels (18,6 %) supérieure à celle du département (5,5 %) et à celle de la France entière (9,7 %). Concernant le statut d'occupation de ces logements, 76,1 % des habitants de la commune sont propriétaires de leur logement (79,7 % en 2013), contre 62,4 % pour l'Ain et 57,5 % pour la France entière.
| Typologie                                               | Colomieu | Ain  | France entière |
| ------------------------------------------------------- | -------- | ---- | -------------- |
| Résidences principales (en %)                           | 77,6     | 86,3 | 82,1           |
| Résidences secondaires et logements occasionnels (en %) | 18,6     | 5,5  | 9,7            |
| Logements vacants (en %)                                | 3,7      | 8,1  | 8,2            |

## Toponymie

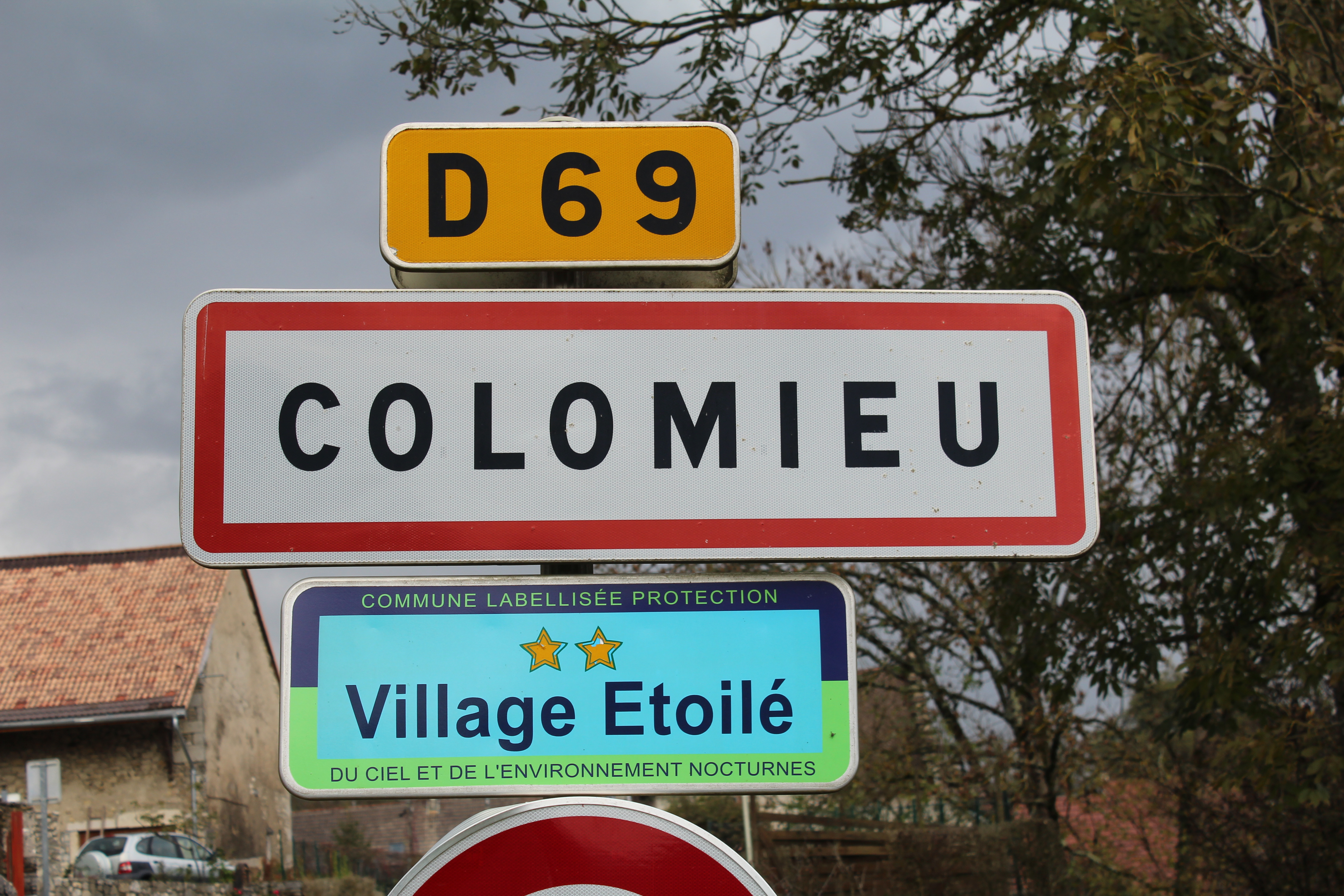

## Histoire
Village mentionné dès le XIIIe siècle.[réf. nécessaire]

## Politique et administration

### Rattachements administratifs et électoraux

#### Rattachements administratifs
La commune se trouve dans l'arrondissement de Belley du département de l'Ain.
Elle faisait partie depuis 1793 du canton de Belley. Dans le cadre du redécoupage cantonal de 2014 en France, cette circonscription administrative territoriale a disparu, et le canton n'est plus qu'une circonscription électorale.

#### Rattachements électoraux
Pour les élections départementales, la commune fait partie depuis 2014 d'un nouveau canton de Belley porté, à sa création, de 24 à 37 communes.
Pour l'élection des députés, elle fait partie de la troisième circonscription de l'Ain.

### Intercommunalité
Colomieu était membre de la communauté de communes Terre d'eaux, un établissement public de coopération intercommunale (EPCI) à fiscalité propre créé en 2002 et auquel la commune avait transféré un certain nombre de ses compétences, dans les conditions déterminées par le code général des collectivités territoriales. Terre d'Eaux succédait à un SIVOM créé en 1992.
Conformément aux prescriptions de la loi de réforme des collectivités territoriales du 16 décembre 2010, qui a prévu le renforcement et la simplification des intercommunalités et la constitution de structures intercommunales de grande taille, cette intercommunalité a fusionné avec ses voisines  pour former, le 1er janvier 2017, la communauté de communes Bugey Sud, dont est désormais membre la commune.

### Liste des maires
| Période                                  | Période                        | Identité             | Étiquette | Qualité                                          |
| ---------------------------------------- | ------------------------------ | -------------------- | --------- | ------------------------------------------------ |
| Les données manquantes sont à compléter. |                                |                      |           |                                                  |
| avant 1981                               |                                | Robert Perrier       | DVG       |                                                  |
| Les données manquantes sont à compléter. |                                |                      |           |                                                  |
| 1995                                     | 2001                           | Jean-Pierre Codex    |           |                                                  |
| 2001                                     | 2006                           | Françoise Perrier    |           | Démissionnaire                                   |
| 2006                                     | 2008                           | Christine Rebouillat |           |                                                  |
| 2008                                     | 2016                           | Gérard Julliard,     | SE        | Agriculteur                                      |
| 2016                                     | juillet 2020                   | Régis Imbert         | SE        | Architecte honoraire                             |
| juillet 2020                             | <septembre 2022                | Gérald Cueille       |           | Ancien artisans commerçant ou chefs d'entreprise |
| septembre 2022                           | En cours (au 16 décembre 2022) | Régis Imbert         |           | Profession libérale retraité                     |

## Démographie
L'évolution du nombre d'habitants est connue à travers les recensements de la population effectués dans la commune depuis 1793. Pour les communes de moins de 10 000 habitants, une enquête de recensement portant sur toute la population est réalisée tous les cinq ans, les populations de référence des années intermédiaires étant quant à elles estimées par interpolation ou extrapolation. Pour la commune, le premier recensement exhaustif entrant dans le cadre du nouveau dispositif a été réalisé en 2004.

En 2022, la commune comptait 164 habitants, en évolution de +25,19 % par rapport à 2016 (Ain : +5,15 %, France hors Mayotte : +2,11 %).
| 1793 | 1800 | 1806 | 1821 | 1831 | 1836 | 1841 | 1846 | 1851 |
| ---- | ---- | ---- | ---- | ---- | ---- | ---- | ---- | ---- |
| 180  | 337  | 253  | 285  | 264  | 295  | 296  | 289  | 316  |

| 1856 | 1861 | 1866 | 1872 | 1876 | 1881 | 1886 | 1891 | 1896 |
| ---- | ---- | ---- | ---- | ---- | ---- | ---- | ---- | ---- |
| 295  | 285  | 273  | 289  | 277  | 301  | 295  | 262  | 283  |

| 1901 | 1906 | 1911 | 1921 | 1926 | 1931 | 1936 | 1946 | 1954 |
| ---- | ---- | ---- | ---- | ---- | ---- | ---- | ---- | ---- |
| 275  | 252  | 228  | 212  | 196  | 178  | 163  | 137  | 122  |

| 1962 | 1968 | 1975 | 1982 | 1990 | 1999 | 2004 | 2006 | 2009 |
| ---- | ---- | ---- | ---- | ---- | ---- | ---- | ---- | ---- |
| 115  | 98   | 97   | 122  | 114  | 128  | 120  | 119  | 114  |

| 2014 | 2019 | 2022 | - | - | - | - | - | - |
| ---- | ---- | ---- | - | - | - | - | - | - |
| 130  | 156  | 164  | - | - | - | - | - | - |

## Culture locale et patrimoine

### Lieux et monuments
- Église Saint-Apollinaire de Colomieu.

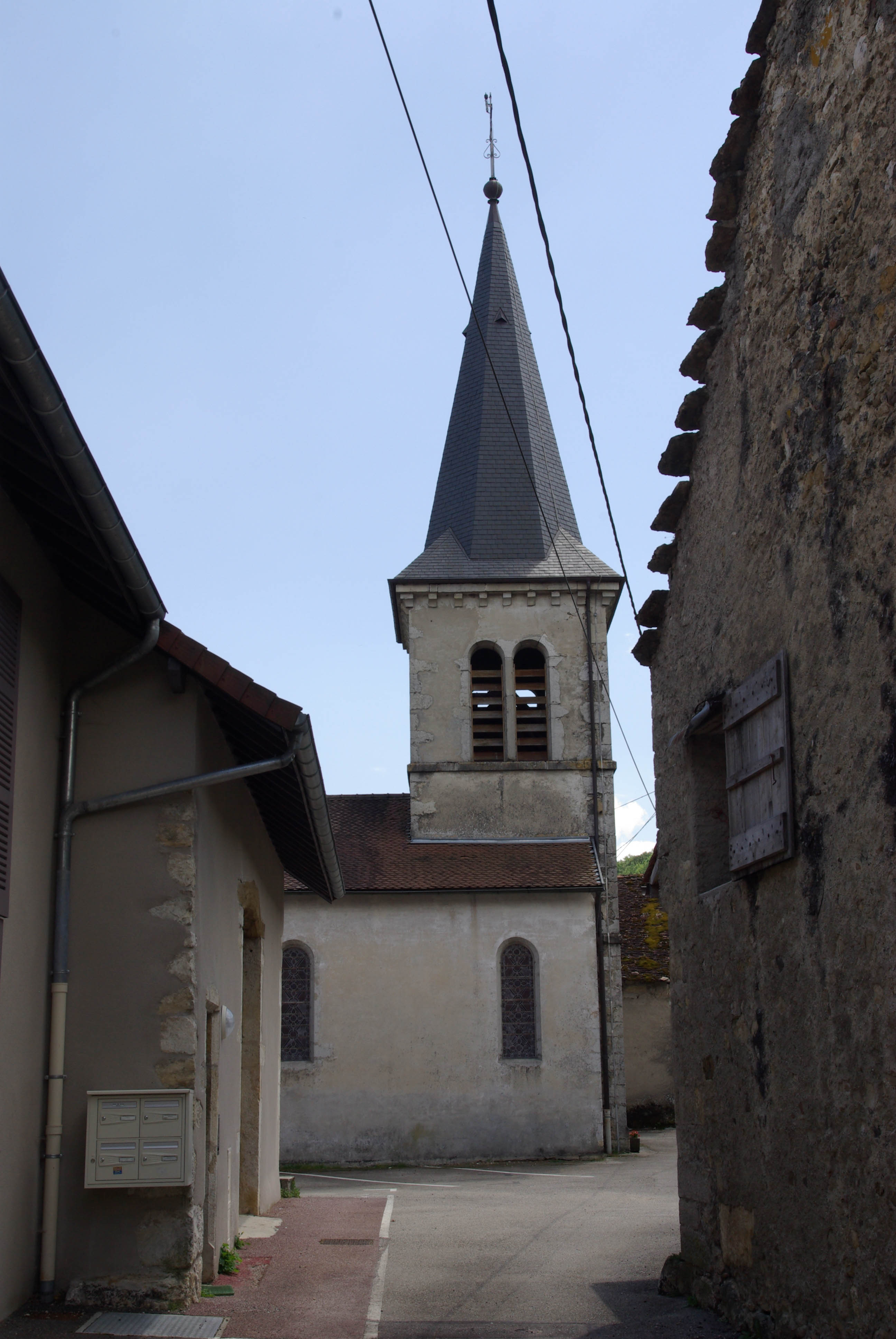
L'église Saint Appolinaire....
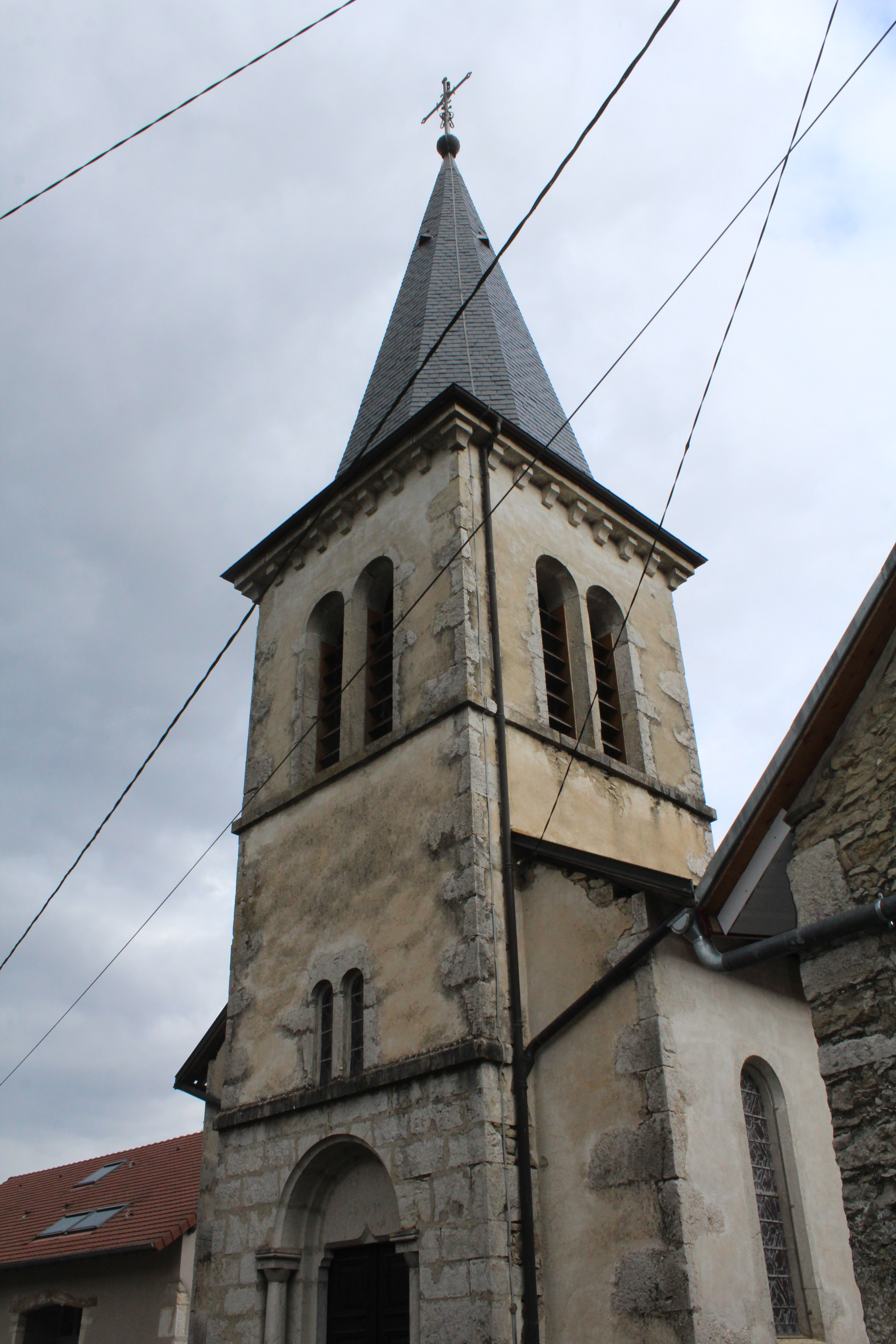
...et son clocher.
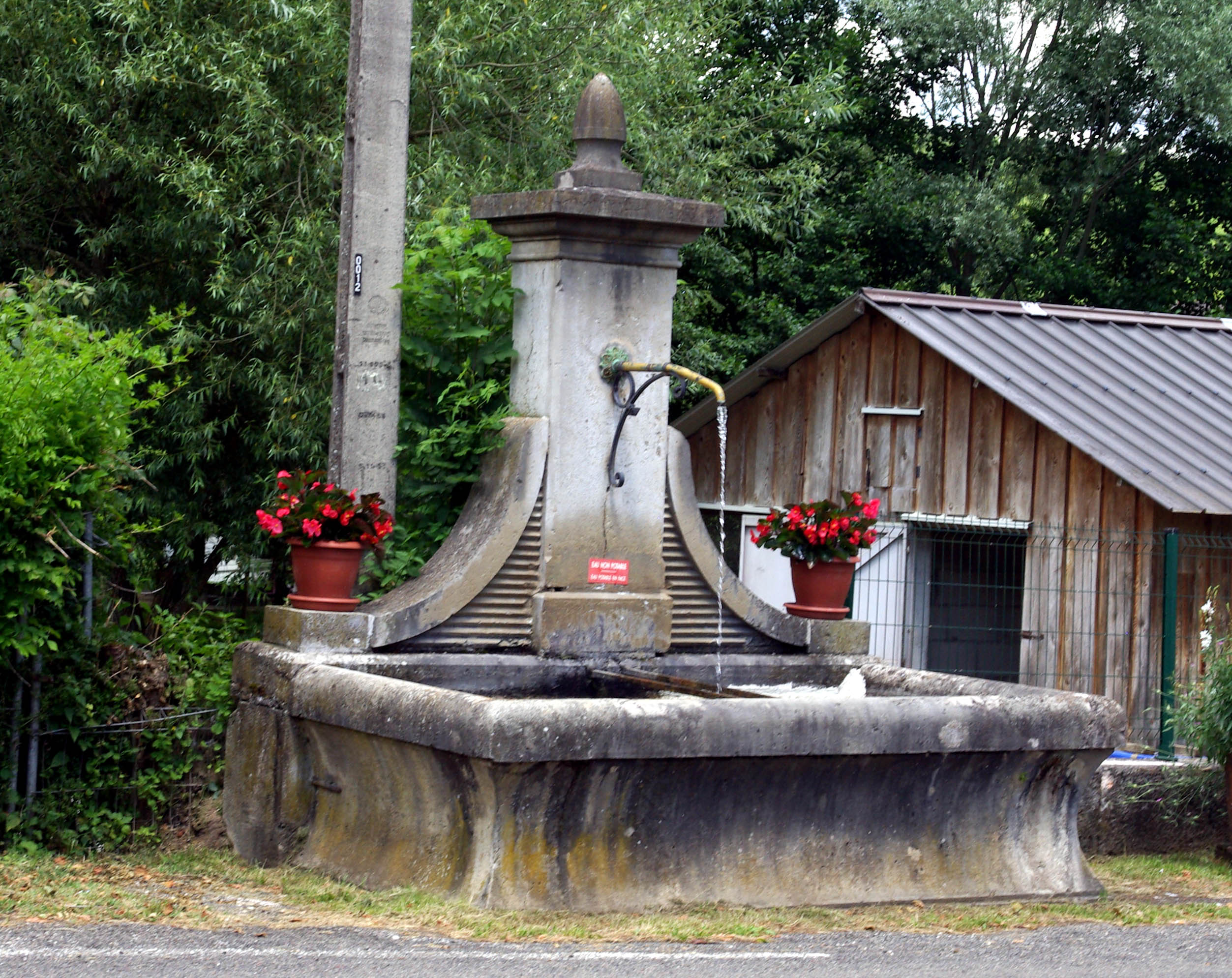
La fontaine publique.
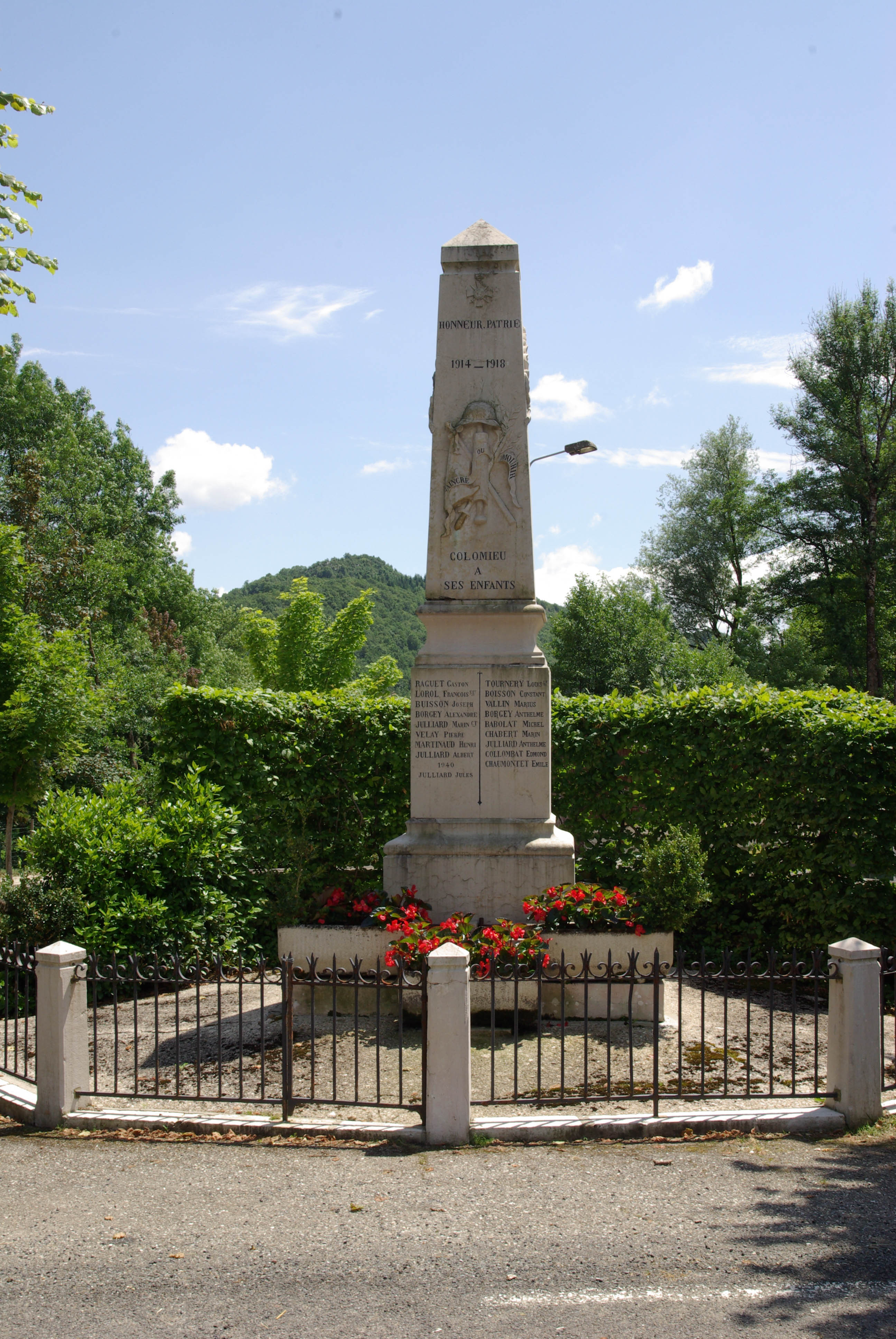
Le monument aux morts.
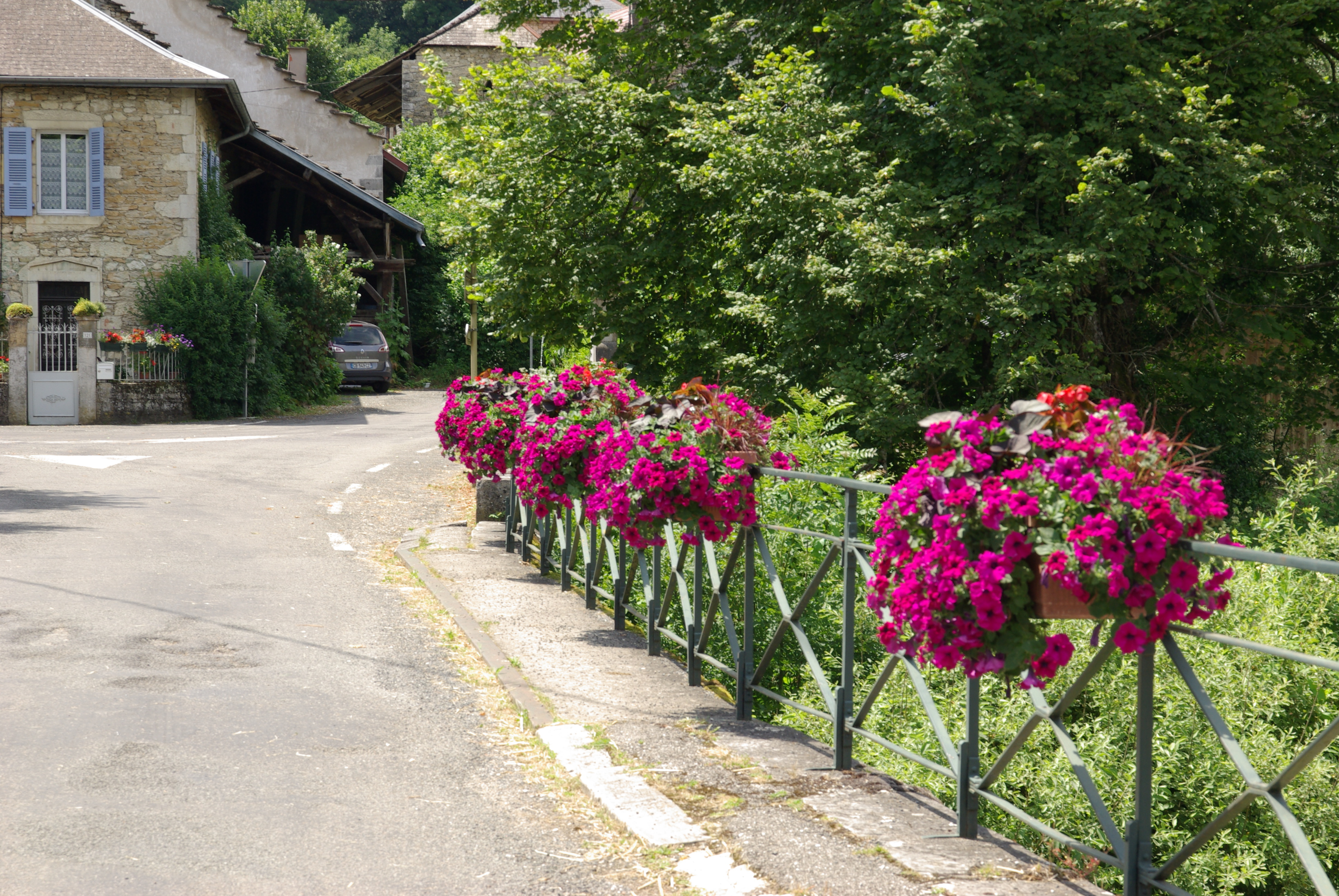
Le pont fleuri sur l'Agnin.
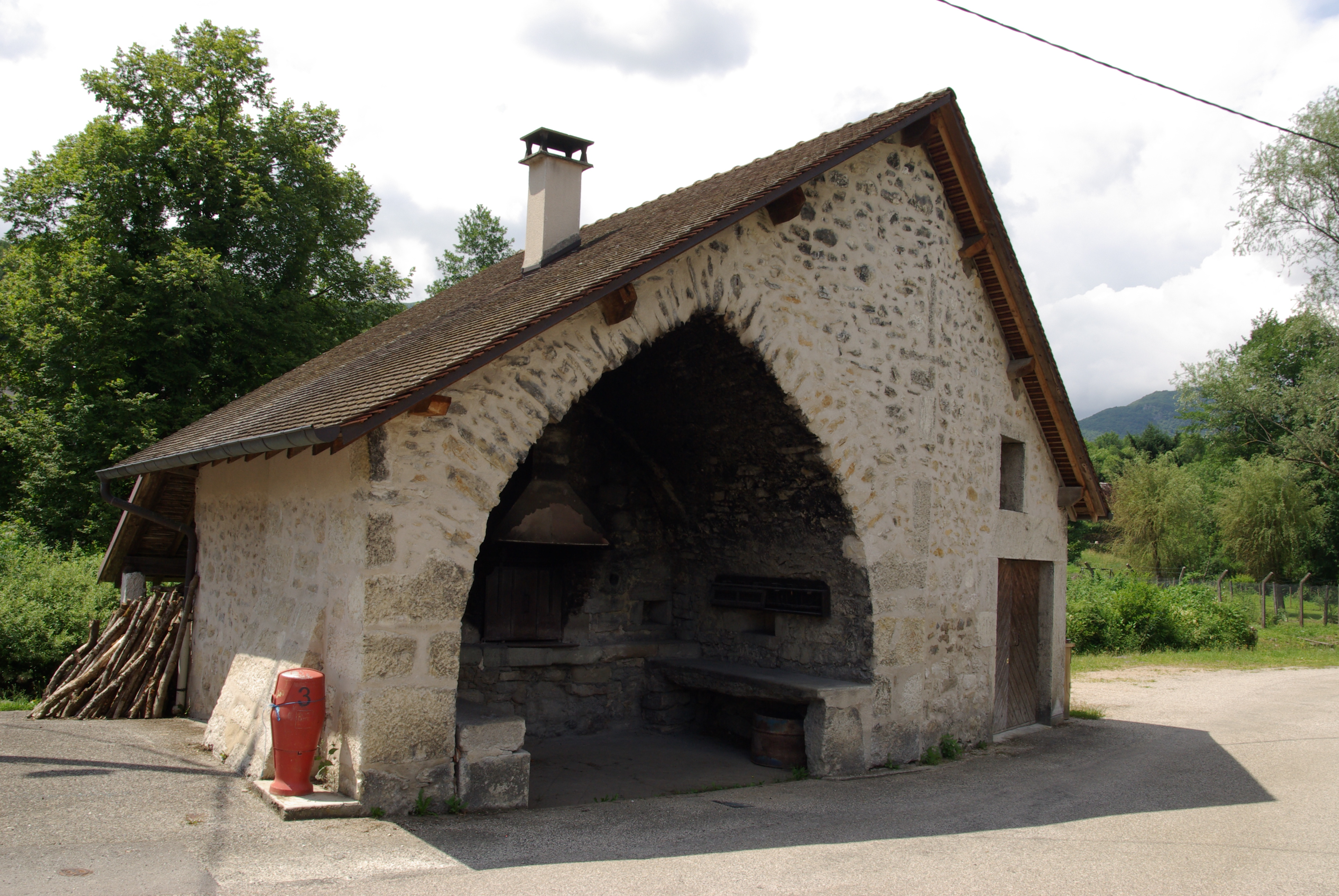
Le four banal.

### Colomieu dans les arts et la culture
- Deux films de Jean Becker : Les Enfants du marais[22], sorti en 1999, et Dialogue avec mon jardinier[23], sorti en 2007, ont été tournés au lac d'Arboréiaz situé  au nord du territoire communal.

### Personnalités liées à la commune
Gabrielle Perrier née en 1922 à Colomieu.Gabrielle était l'institutrice des 44 enfants juifs rafflés le 6 avril 1944 à la maison d'Izieu, déportés et gazés.

## Pour approfondir